# ネフド砂漠
ネフド砂漠（ネフドさばく、アラビア語: صحراء النفود Saharāʿ ān-Nufūd、ナフード砂漠とも）はアラビア半島北部内陸の砂漠。面積569,79.70 km2、東西約290 km、南北約230 km。ルブアルハリ砂漠およびダハナ砂漠に連なる。
アラビア語で砂礫の広がる地域を意味し、起伏の少ない土地に延々と三日月状の砂丘が広がるエルグという地形である。ヒジャーズに近隣した一部の低地には麦や野菜、果実が実るオアシスがある。
新人の時期の化石や遺跡が見つかり、人類が世界に広がるために重要な地域でもあった。

## 地理

### 地形
ネフド砂漠は、サウジアラビアの北方、ジャウフ州や北部国境州に存在する大きな砂漠地帯。標高700 mから1,000 mに及ぶ砂丘。この砂丘はジュバ村からサカカの街までの90 km、アル・ズラフィからハーイルの国境までの300 kmに及ぶ。また、ハーイル州、ジャウフ州、タブーク州にまたがる、10,360 km2の面積を占めている。ネフド砂漠の一部の地域は、化石化した森から蜂起しているが、ほとんどは平坦な砂地である。5 - 10 mほどの砂丘の境にはワジが流れることがある。植物は低木や草しか生えず、春先はまばらな草原ができる。
サウジアラビア南部にはルブアルハリ砂漠があり、向かい合っている。西側にはペルシア湾、東側には紅海と、2つの海と近い砂漠である。

### 特徴
砂は赤茶色できめ細かく、サラサラしている。
冬に降る雨により、草が僅かに芽生える。平坦で広大な砂漠なため、地平線を眺めることが出来る。

### 民族
ほとんどをアラブ人が占めており、使用する言語はアラビア語。春先になると遊牧民ベドウィンが草を求めて羊やラクダを連れてくる。

## 気候
高温な砂漠気候で、降水は春と冬に僅か降る。南西部山岳地域には夏に多雨となるステップ気候に該当する場所もある。湿度は西部海岸地域、東部海岸平野、南西部山岳地域は年間を通じて多湿で、内陸に向かうにつれて乾燥するようになる。
ネフド砂漠周辺の気候
| リヤドの気候           | リヤドの気候 | リヤドの気候 | リヤドの気候 | リヤドの気候 | リヤドの気候 | リヤドの気候 | リヤドの気候 | リヤドの気候 | リヤドの気候 | リヤドの気候 | リヤドの気候 | リヤドの気候 | リヤドの気候 |
| 月                     | 1月          | 2月          | 3月          | 4月          | 5月          | 6月          | 7月          | 8月          | 9月          | 10月         | 11月         | 12月         | 年           |
| ---------------------- | ------------ | ------------ | ------------ | ------------ | ------------ | ------------ | ------------ | ------------ | ------------ | ------------ | ------------ | ------------ | ------------ |
| 最高気温記録 °C （°F） | 31.5 (88.7)  | 34.8 (94.6)  | 38 (100)     | 43 (109)     | 46.1 (115)   | 47 (117)     | 48 (118)     | 47.8 (118)   | 44.5 (112.1) | 42 (108)     | 39 (102)     | 33 (91)      | 48 (118)     |
| 平均最高気温 °C （°F） | 20.1 (68.2)  | 23 (73)      | 27.6 (81.7)  | 34 (93)      | 40.6 (105.1) | 42.7 (108.9) | 43.4 (110.1) | 43.2 (109.8) | 41.3 (106.3) | 37.1 (98.8)  | 28.6 (83.5)  | 21 (70)      | 33.1 (91.6)  |
| 日平均気温 °C （°F）   | 14.4 (57.9)  | 16.9 (62.4)  | 21.1 (70)    | 26.9 (80.4)  | 32.9 (91.2)  | 35.4 (95.7)  | 36.6 (97.9)  | 36.5 (97.7)  | 33.3 (91.9)  | 28.2 (82.8)  | 21.4 (70.5)  | 16.1 (61)    | 26.6 (79.9)  |
| 平均最低気温 °C （°F） | 6.9 (44.4)   | 9 (48)       | 15 (59)      | 21.3 (70.3)  | 26.7 (80.1)  | 28.6 (83.5)  | 31.1 (88)    | 29.5 (85.1)  | 26.7 (80.1)  | 22.9 (73.2)  | 14.3 (57.7)  | 8.4 (47.1)   | 19.9 (67.8)  |
| 最低気温記録 °C （°F） | −2 (28)      | 0.5 (32.9)   | 4.5 (40.1)   | 11 (52)      | 18 (64)      | 21 (70)      | 23.6 (74.5)  | 22.7 (72.9)  | 16.1 (61)    | 13 (55)      | 7 (45)       | 1.4 (34.5)   | −2 (28)      |
| 雨量 mm （inch）       | 11.7 (0.461) | 10.5 (0.413) | 24.7 (0.972) | 23.3 (0.917) | 2.6 (0.102)  | 0 (0)        | 0 (0)        | 0 (0)        | 0 (0)        | 0.7 (0.028)  | 6.9 (0.272)  | 13 (0.51)    | 94.6 (3.724) |
| 平均降水日数           | 5.8          | 4.8          | 9.8          | 9.0          | 3.5          | 0.0          | 0.0          | 0.0          | 0.0          | 1.2          | 3.4          | 6.3          | 45.2         |
| % 湿度                 | 47           | 38           | 34           | 28           | 17           | 11           | 10           | 12           | 14           | 21           | 36           | 47           | 26           |
| 出典：                 |              |              |              |              |              |              |              |              |              |              |              |              |              |

| ジッダ(1985-2010年)の気候            | ジッダ(1985-2010年)の気候 | ジッダ(1985-2010年)の気候 | ジッダ(1985-2010年)の気候 | ジッダ(1985-2010年)の気候 | ジッダ(1985-2010年)の気候 | ジッダ(1985-2010年)の気候 | ジッダ(1985-2010年)の気候 | ジッダ(1985-2010年)の気候 | ジッダ(1985-2010年)の気候 | ジッダ(1985-2010年)の気候 | ジッダ(1985-2010年)の気候 | ジッダ(1985-2010年)の気候 | ジッダ(1985-2010年)の気候 |
| 月                                   | 1月                       | 2月                       | 3月                       | 4月                       | 5月                       | 6月                       | 7月                       | 8月                       | 9月                       | 10月                      | 11月                      | 12月                      | 年                        |
| ------------------------------------ | ------------------------- | ------------------------- | ------------------------- | ------------------------- | ------------------------- | ------------------------- | ------------------------- | ------------------------- | ------------------------- | ------------------------- | ------------------------- | ------------------------- | ------------------------- |
| 最高気温記録 °C （°F）               | 35.0 (95)                 | 36.0 (96.8)               | 40.2 (104.4)              | 44.5 (112.1)              | 48.2 (118.8)              | 52.0 (125.6)              | 47.0 (116.6)              | 46.0 (114.8)              | 48.0 (118.4)              | 46.4 (115.5)              | 40.0 (104)                | 37.0 (98.6)               | 52.0 (125.6)              |
| 平均最高気温 °C （°F）               | 29.0 (84.2)               | 29.5 (85.1)               | 31.8 (89.2)               | 34.9 (94.8)               | 37.2 (99)                 | 38.3 (100.9)              | 39.4 (102.9)              | 38.8 (101.8)              | 37.6 (99.7)               | 36.7 (98.1)               | 33.5 (92.3)               | 30.7 (87.3)               | 34.8 (94.6)               |
| 日平均気温 °C （°F）                 | 24.5 (76.1)               | 24.8 (76.6)               | 26.1 (79)                 | 28.5 (83.3)               | 30.2 (86.4)               | 31.2 (88.2)               | 32.7 (90.9)               | 32.7 (90.9)               | 31.5 (88.7)               | 29.8 (85.6)               | 27.4 (81.3)               | 25.9 (78.6)               | 28.8 (83.8)               |
| 平均最低気温 °C （°F）               | 20.3 (68.5)               | 20.1 (68.2)               | 21.4 (70.5)               | 22.1 (71.8)               | 24.0 (75.2)               | 24.8 (76.6)               | 26.6 (79.9)               | 27.6 (81.7)               | 26.4 (79.5)               | 24.1 (75.4)               | 22.3 (72.1)               | 21.0 (69.8)               | 23.4 (74.1)               |
| 最低気温記録 °C （°F）               | 11.0 (51.8)               | 9.8 (49.6)                | 10.0 (50)                 | 12.0 (53.6)               | 16.4 (61.5)               | 20.0 (68)                 | 20.5 (68.9)               | 22.0 (71.6)               | 17.0 (62.6)               | 15.6 (60.1)               | 15.0 (59)                 | 11.4 (52.5)               | 9.8 (49.6)                |
| 雨量 mm （inch）                     | 9.9 (0.39)                | 3.7 (0.146)               | 2.9 (0.114)               | 2.8 (0.11)                | 0.2 (0.008)               | 0.0 (0)                   | 0.3 (0.012)               | 0.5 (0.02)                | 0.1 (0.004)               | 1.1 (0.043)               | 26.4 (1.039)              | 13.1 (0.516)              | 61.0 (2.402)              |
| % 湿度                               | 60                        | 60                        | 60                        | 57                        | 56                        | 58                        | 53                        | 59                        | 67                        | 66                        | 65                        | 63                        | 60                        |
| 出典：Jeddah Regional Climate Center |                           |                           |                           |                           |                           |                           |                           |                           |                           |                           |                           |                           |                           |

## 考古学の研究について

### アン・ナシム遺跡
この遺跡はネフド砂漠で初めて年代測定がされた遺跡。約78万年前から13万年前までの中期更新世の遺跡と考えられている。
この遺跡の研究者はかつてこの地に深い淡水湖があったであろう痕跡や、約78万年前から13万年前までの中期更新世に関連する特徴を発見した。
また、グリーン・アラビア・プロジェクト（GAP）によると、過去10年の調査で更新世にアラビア半島で気候変動が起き、湿潤な環境であったことが分かっている。この環境が今後の人類の分布や、世界進出に大きく関わっている。
この遺跡に限らず、サウジアラビアの遺跡にはアシュール文化の痕跡が確認された。アシュール技術で作られた楕円形の石器が特徴で、発見された手斧は約13万年前まで使われていた。
遺跡には深い盆地があり、その中央には岩があり、旧石器時代初期の打製石器が354点ほど見つかっている。この打製石器は主に手斧と岩芯から切り出した石の「薄片」で、ほかの遺跡でも同じような石器が見つかっている。薄片状の石器が幾つもあることから、遺跡に道具を持ち込まれ、一部テスト用に使われていたと考えられる。石器の中からは一部加工された状態で放置されたものもあった。この石器には石英岩がよく使われた。この遺跡の石器は湖の形成が行われた。約35万年前から25万年前の中期更新世のものと考えられる。
この遺跡の発見によって明らかになった、石器や湖の痕跡は、｢かつてアラビア半島は緑に包まれていた｣ということを示している。

### 化石
この化石は、2018年4月9日にネフド砂漠で出土した約9万年前のホモ・サピエンスの指の化石。化石は成人の中指で、レバント地域を除いて最古の古代人化石となる。長さは3.2 cm。
人類がアフリカに出現したのは約30万年ほど前で、ドイツのマックス・プランク研究所の人類学者Michael Petraglia（マイケル・D・ペトラリア）氏は、「これまでの科学者は人類は6万年前、海産物を食糧に海岸を旅し、一度の迅速な移動でアフリカを出たと考えていた」と指摘。今回の発掘で、人類がそれよりはるか前にアフリカを離れていたことが分かった。同氏は「この発見は、6万年前に一度でアフリカを離れたのではなく、はるかに複雑な移動のシナリオがあったことを示唆している。また、近年の一連の発見と併せて、ホモ・サピエンスは過去10万年前後の期間に多くの機会を捉えてアフリカを離れていたことが示唆される」と述べた。さらに、移動は海岸ではなく、内陸であったことも供述された。

### 動物の足跡
ドイツのマックス・プランク化学生態研究所によると、2020年9月16日にネフド砂漠にて約12万年前のホモ・サピエンスの足跡が発見されたという。
当時、この地は湿潤なサバンナ地帯にあり、足跡が発見された場所は浅い湖になっていた。また、人類以外の動物、数百種類の動物の足跡も確認されており、この湖は給水用に使われていた。
約13万年前から約11万5千年前（間氷期）のこの地は、緑豊かで湿潤な地域であったことが明らかになっている。研究主任のマシュー・ステュアート氏は「当時のアラビア半島は、今日のアフリカのサバンナ地帯に似ており、ラクダやゾウ、カバなどの大型動物も豊富にいた」と述べている。足跡はこの時期にできた。
足跡は約240個あり、その内7個は人類のものと断定された。さらに、その内4個は、足の形やサイズの違い、一定の距離間、進む方向が同じことから、2、3人で移動していた人々の足跡と推測される。年代測定の結果、約12万1000年前 - 11万2000年前のものと判明した。この時期はネアンデルタール人（40万 - 4万年前）も生きていたが、当時のアラビア半島にはネアンデルタール人はおらず、推定される足の大きさ、体重、身長からネアンデルタール人とは異なる種の人類であることが分かった。
人類より圧倒的に多かった足跡は、カバやラクダといった草食動物で、これらの動物も水浴びや給水に来ていた。石器が見つかっていないことから、この地に長居はせず、狩りもしていなかったと考えられる。
人類がアフリカに誕生し、アフリカから脱出できたのは約6 - 7万年前であるが、ギリシャやイスラエルから10数万年前の人類の化石が見つかった。人類は、エジプトから北上し、アラビア半島の川や湖を利用して広がったとみられる。